# 努瓦迪布国际机场
努瓦迪布国际机场是毛里塔尼亚伊斯兰共和国第二大城市努瓦迪布的国际机场。

## 航空公司及航点
- 毛里塔尼亚航空：拉斯帕尔马斯（大加那利机场）、努瓦克肖特（努瓦克肖特国际机场）